# HX Возничего
HX Возничего (лат. HX Aurigae) — одиночная переменная звезда в созвездии Возничего на расстоянии (вычисленном из значения параллакса) приблизительно 5940 световых лет (около 1821 парсека) от Солнца. Видимая звёздная величина звезды — от менее +15m до +13m.

## Характеристики
HX Возничего — красная пульсирующая переменная звезда, мирида (M:) спектрального класса M. Эффективная температура — около 3281 К.